# کلیل‌آباد
کلیل‌آباد ، روستایی از توابع بخش سامن شهرستان ملایر در استان همدان ایران است.

## مردم
مردم این روستا لر هستند و به زبان لری سخن می گویند.

## جمعیت
این روستا در دهستان حرم رودسفلی قرار دارد و براساس سرشماری مرکز آمار ایران در سال ۱۳۹۵، جمعیت آن۴۹۱ نفر (۱۵۳خانوار) بوده‌است.